# جائزة كندا الكبرى 1991
جائزة كندا الكبرى 1991 هو سباق فورمولا 1 أقيم بتاريخ 2 يونيو 1991 في حلبة جيل فيلنوف، مونتريال، كندا. كان الخامس من أصل 16 في بطولة العالم لسباقات الفورمولا واحد موسم 1991. حلّ البرازيلي نيلسون بيكيه أولا بينما جاء الإيطالي ستيفانو مودينا في المركز الثاني وحصل على المركز الثالث الإيطالي ريكاردو باتريس.